# Олайя Эррера, Энрике
Энрике Альфредо Олайя Эррера Рикаурте Медина (исп. Enrique Alfredo Olaya Herrera Ricaurte Medina; 12 ноября 1880, Гуатеке — 18 февраля 1937, Рим) — колумбийский политический и государственный деятель, дипломат, юрист, журналист, президент Колумбии (7 августа 1930 — 7 августа 1934). Доктор права (1904).

## Биография

Президент Э. Олайя Эррера в центре

Образование получил в Национальном университете Колумбии и Свободном университете Брюсселя, где изучал право.
Член Колумбийской либеральной партии. Работал журналистом.
Четыре раза занимал пост министра иностранных дел Колумбии (1910—1911, 1921—1922, 1935) . Также работал министром сельского хозяйства и торговли в 1921 году. С 1922 – посол в США.
В 1930 году закончилось господство консервативной партии Колумбии и впервые за 45 лет с 1886 года победили либералы.
С 7 августа 1930 по 7 августа 1934 года занимал пост президента Республики Колумбия. С приходом к власти Энрике Олайя Эррера начался период, называемый историками либеральной республикой, потому что либералы непрерывно правили страной с 1930 по 1946. Во время его правления произошла Колумбийско-перуанская война (1932—1933), начавшаяся из-за территориального спора между Перу и Колумбией.

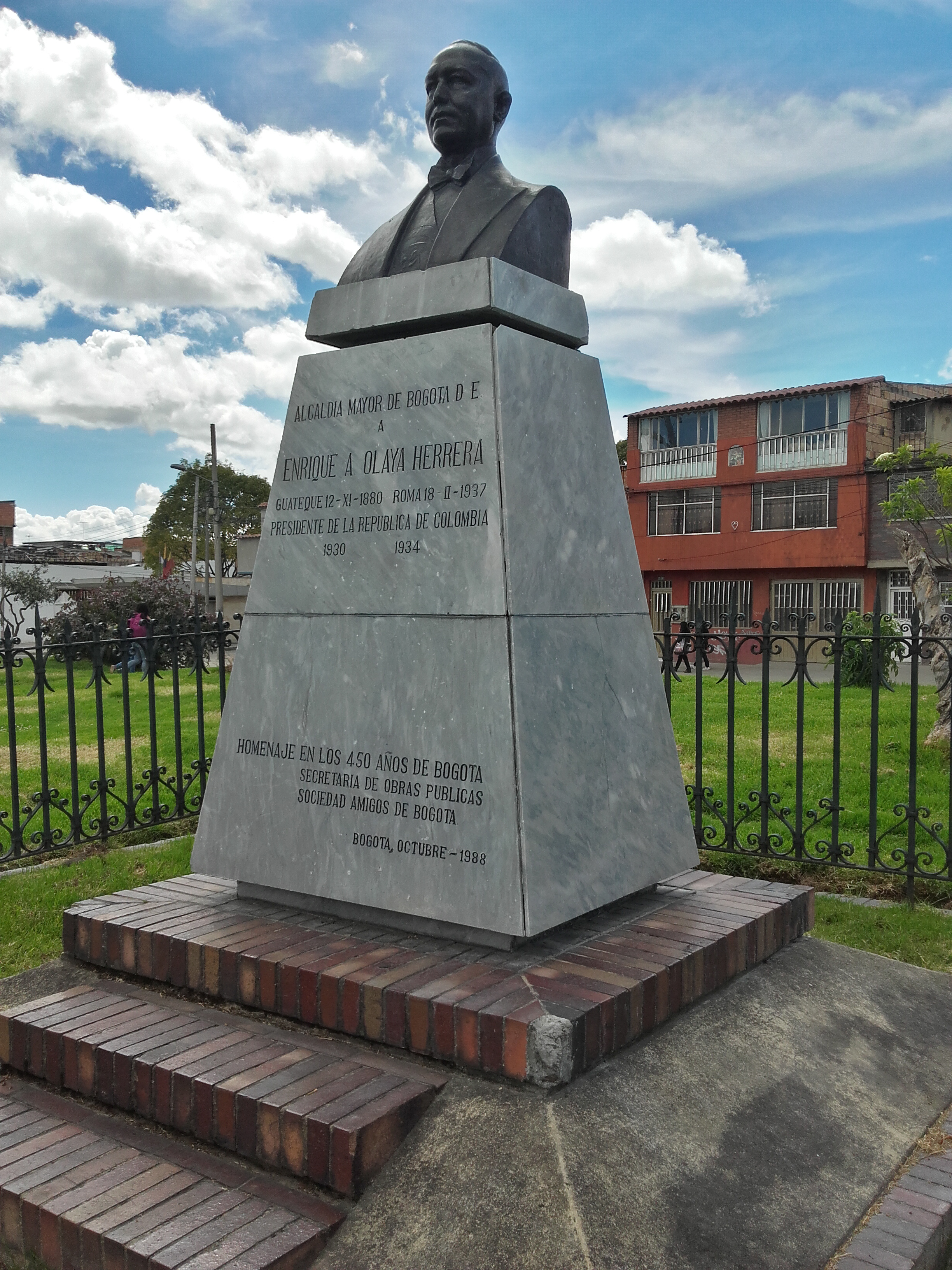
Бюст Э. Олайя Эррере в Боготе

В 1936—1937 годах — Посол Колумбии в Ватикане. Умер в Риме, где работал дипломатом в последние годы жизни.
Похоронен на Центральном кладбище Боготы.